# Nirvana (insecte)
Nirvana és un gènere d'hemípters auquenorrincs de la subfamília Nirvaninae, distingible d'unes altres subfamílies de cicadèl·lids pel seu cap únicament format i la presència de dues cèl·les preapicals de manera única en el tegmen. Inclou algunes de les cigales iridescents més boniques.